# Walfrid Frank
Per Walfrid Frank, född 12 oktober 1902 i Norrbo socken, död 18 mars 1964 i Gustav Vasa församling i Stockholm, var en svensk folkpartistisk politiker. Frank blev invald i Stockholms stadsfullmäktige 1942 och var borgarråd för personalroteln från 1950 till 1958 och för fastighetsroteln (fastighetsborgarråd) från 1958 till sin död 1964.
Han var verksam inom Svenska missionsförbundet en av initiativtagarna till Motorförarnas Helnykterhetsförbund (MHF) där han arbetade som kamrer från 1930 till 1939. Han var också kamrer i Statens utrymningskommission 1941–1942. Han var även VD för Svenska Morgonbladet 1944–1946 och för MHF 1946–1950. Frank är begravd på Norra begravningsplatsen utanför Stockholm.